# 桂根駅
桂根駅（かつらねえき）は、秋田県秋田市下浜桂根字浜添（はまぞえ）にある、東日本旅客鉄道（JR東日本）羽越本線の駅である。
停車本数が少なく、大半の普通列車が通過する。

## 歴史
羽越本線内では女鹿駅や折渡駅とともに、JR移管と同時に信号場から昇格した駅のひとつ。

### 年表
- 1962年（昭和37年）9月30日：国鉄の桂根信号場として開設[2]。
- 1987年（昭和62年）4月1日[注 1]：国鉄分割民営化により、東日本旅客鉄道（JR東日本）の駅となる[2]。それと共に、桂根駅として駅に昇格[2]。
- 2008年（平成20年）6月：信号場設備（詰所）取り壊し。
- 2016年（平成28年）2月：1番線ホームと構内踏切を撤去。
- 2024年（令和6年）10月1日：えきねっとQチケのサービスを開始[1][3]。

## 駅構造
秋田駅管理の無人駅である。単式ホーム1面1線と、ホームのない副本線1線を有する地上駅である。かつては相対式ホーム2面2線で、主本線が旧2番線であった。のちに旧1番線ホームならびにホーム間を連絡していた構内踏切が撤去された。
構内に鉄道記念物「秋田第一号鉄道飛砂防止林」の石碑が建っている。
普通列車が電車に替わる前は、仮乗降場で多用されていたホーム長が50系客車の乗務員室ドアと隣の乗客用ドアがかかる、「朝礼台」と呼ばれるわずか5メートル程度のものであった（ドアカット）。

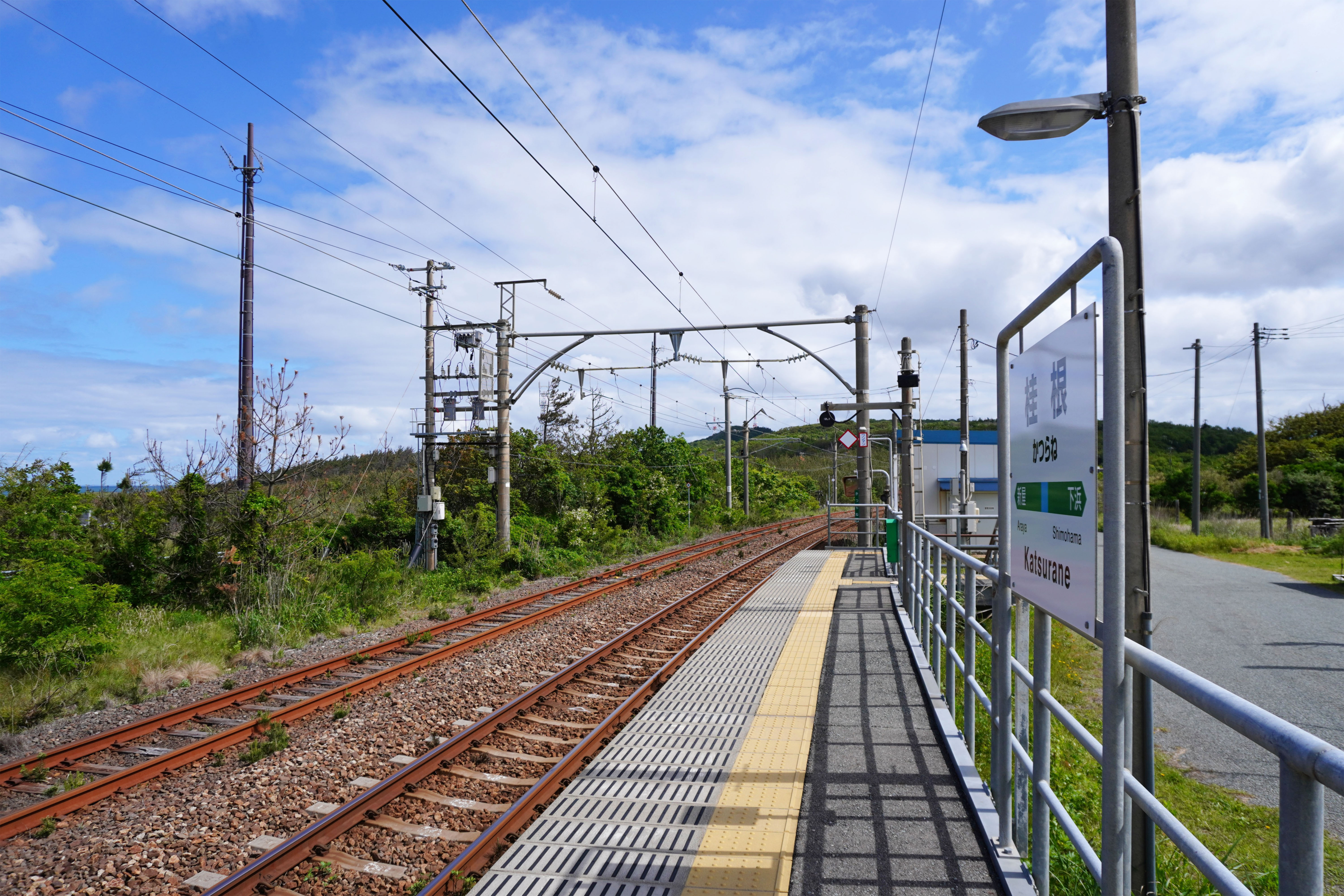
ホーム（2024年5月）
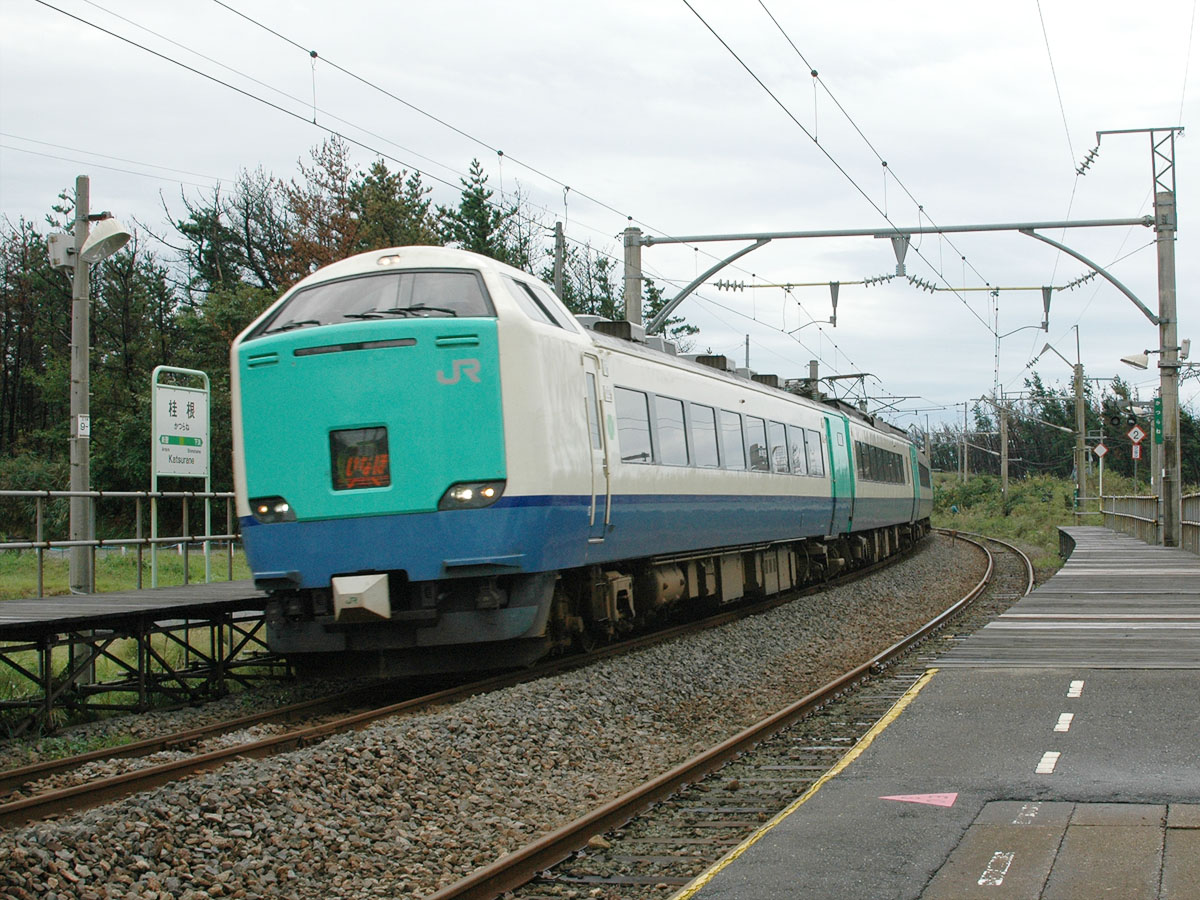
2面のホームを有していた時期の桂根駅と通過する特急「いなほ」（2005年9月）
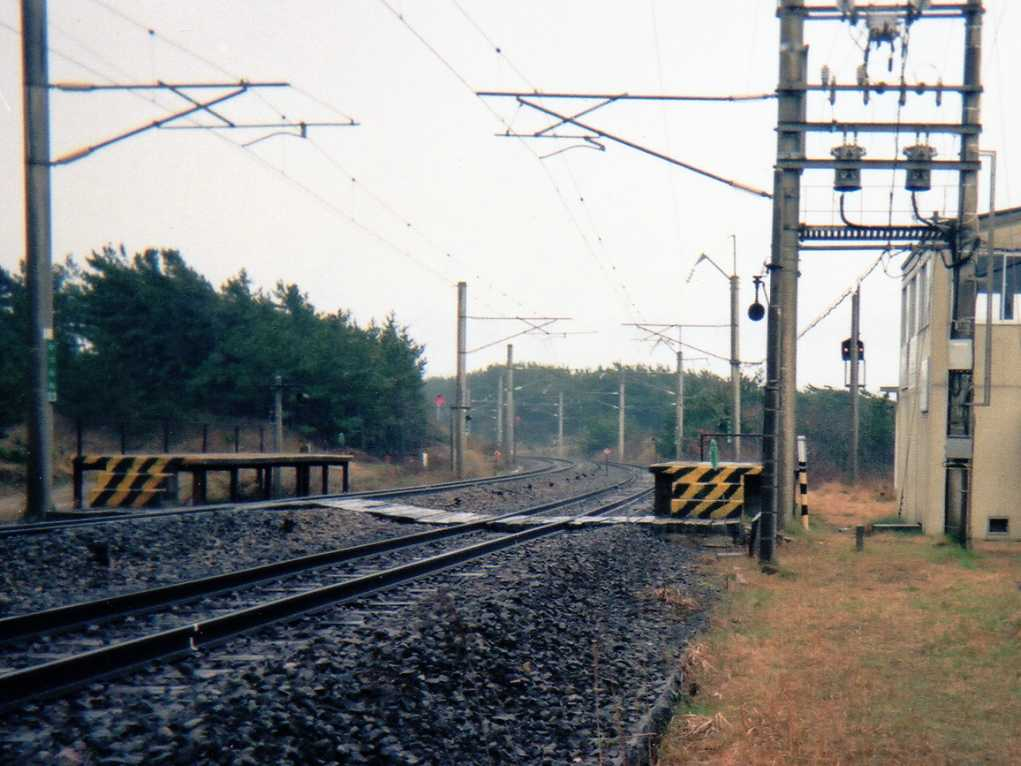
ホームが短かったころの駅全景（1991年4月）
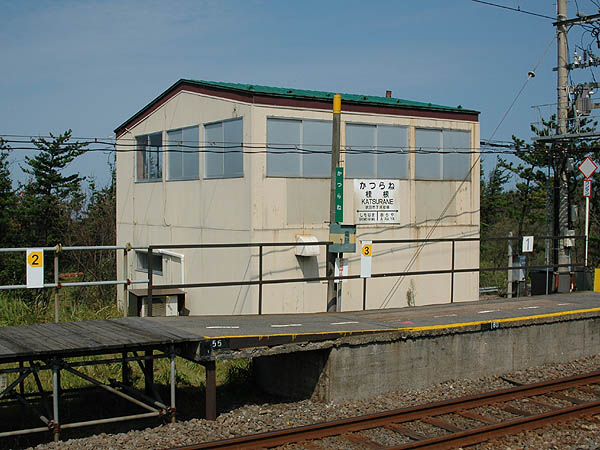
2007年まで使用されていた信号通信機器室（2005年9月）

## 駅周辺
- 国道7号
- 秋田県道56号秋田天王線
- 桂浜海水浴場
- 笠松病院
  - 松寿会デイサービスセンター

## 隣の駅
東日本旅客鉄道（JR東日本）
■羽越本線（一部列車のみ停車）
下浜駅 - 桂根駅 - 新屋駅